# Eurhynchium submegapolitanum
Eurhynchium submegapolitanum är en bladmossart som beskrevs av Kindberg 1905. Eurhynchium submegapolitanum ingår i släktet sprötmossor, och familjen Brachytheciaceae. Inga underarter finns listade i Catalogue of Life.